# Langenthal

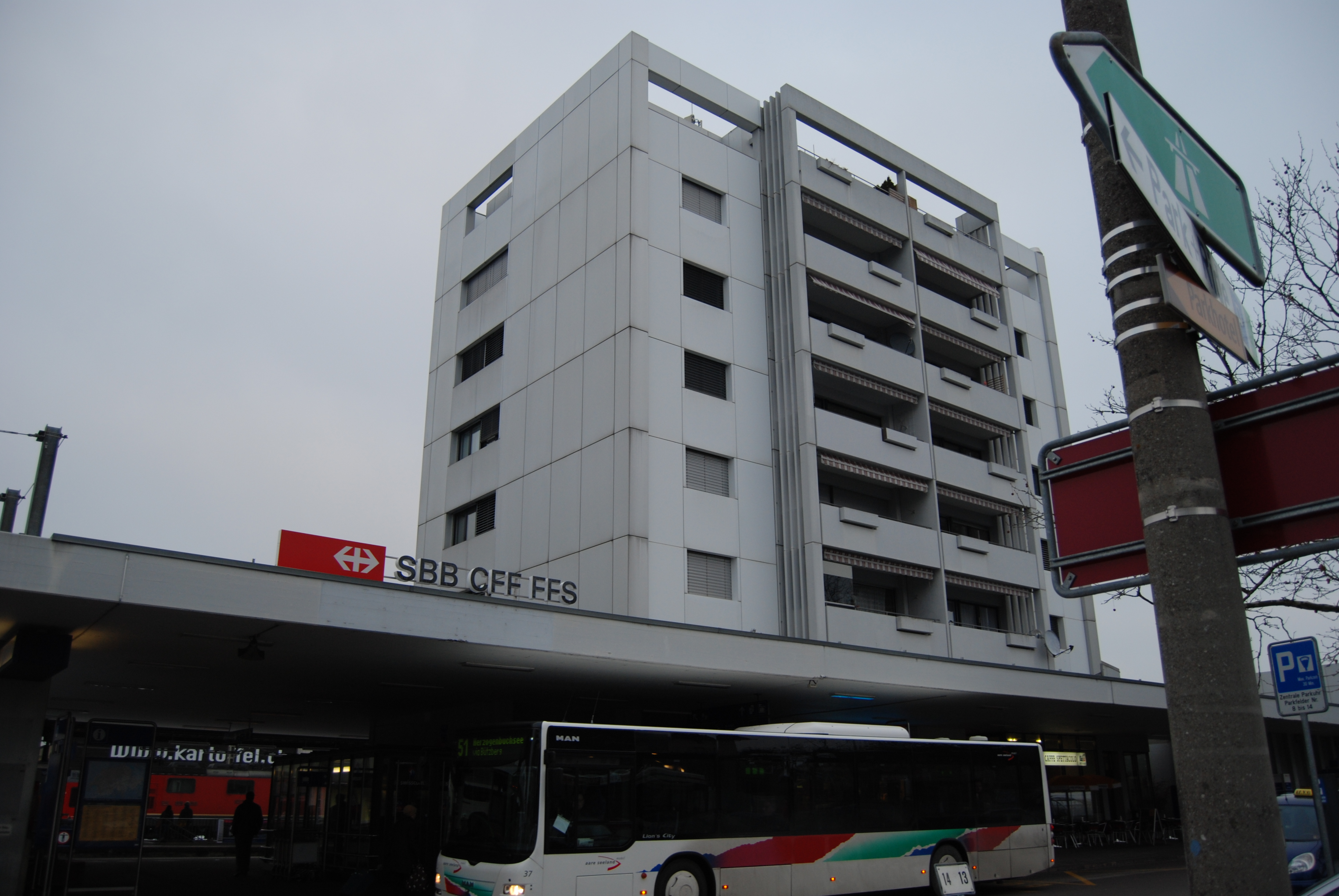
Bahnhof Langenthal

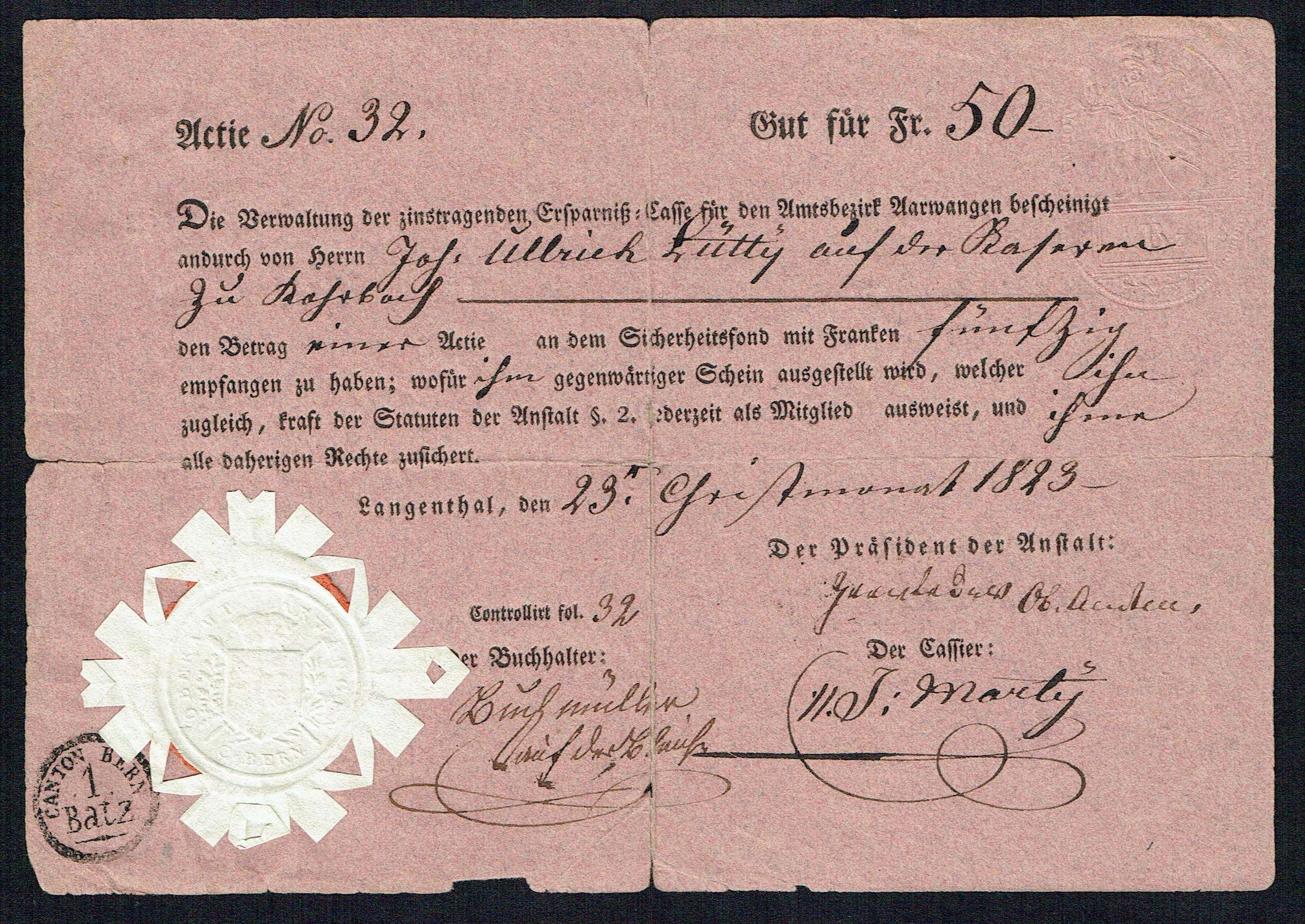
Aktie der Ersparniss-Casse in Langenthal vom 23. Christmonat 1823

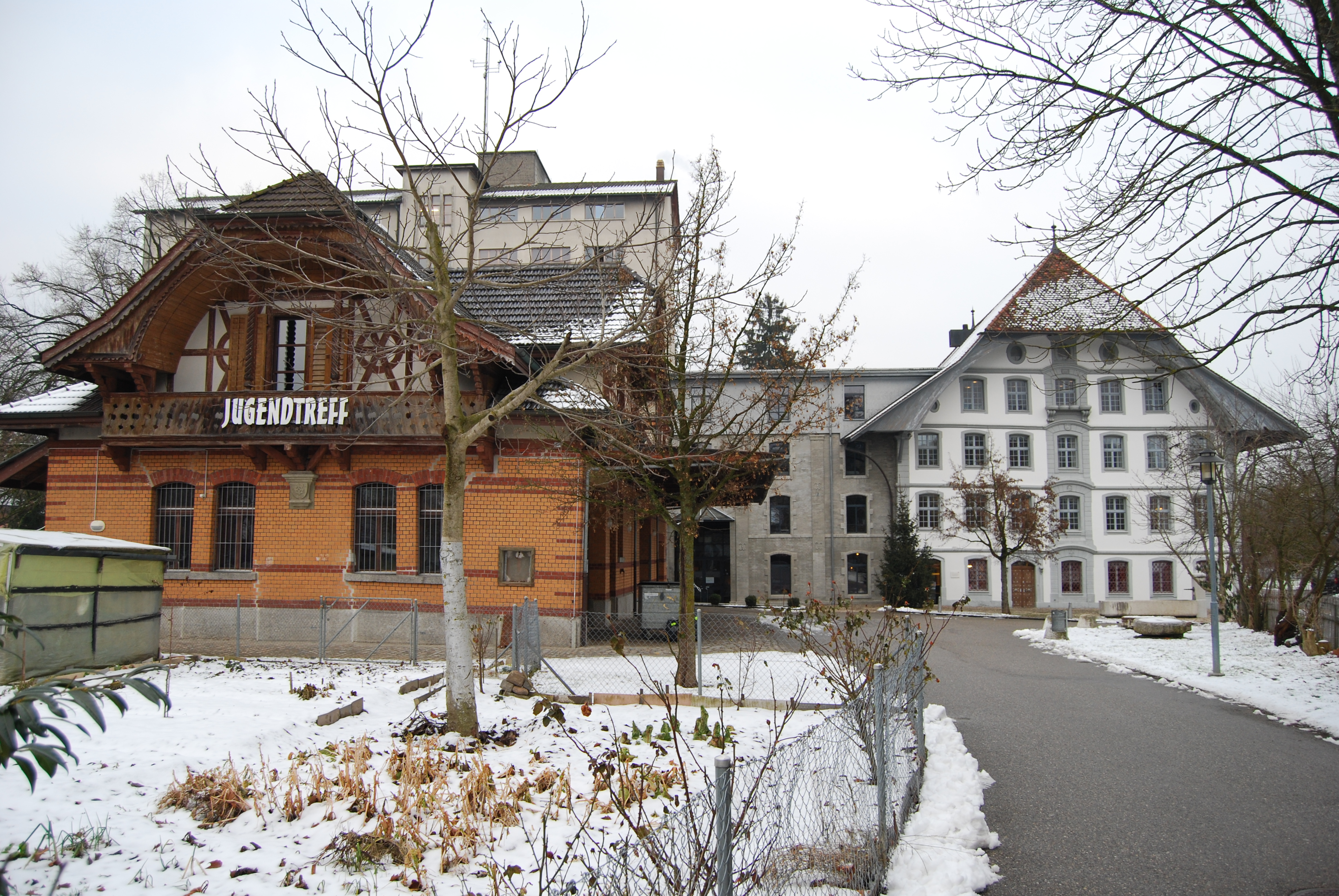
Jugendtreff und Kulturzentrum Alte Mühle in Langenthal

Langenthal (Berndeutsch Langetau, Langetu oder Langete) ist eine Stadt und eine politische Gemeinde im Verwaltungskreis Oberaargau des Kantons Bern in der Schweiz. Bekannt ist Langenthal dadurch, dass die Stadt lange Zeit als Durchschnittsstadt der Schweiz galt.
Auf den 1. Januar 2010 fusionierte die Gemeinde Untersteckholz mit Langenthal zur Gemeinde Langenthal. Bereits am 1. Januar 1898 hatte sich die Gemeinde Schoren mit Langenthal vereinigt. Am 1. Januar 2021 fusionierte auch Obersteckholz mit Langenthal zur Gemeinde Langenthal.

## Geographie
Langenthal liegt im Schweizer Mittelland zwischen Olten und Bern am Ufer des Flüsschens Langete, das die Stadt von Süden nach Norden durchfliesst.

### Klima
Für die Normalperiode 1991–2020 betrug die Jahresmitteltemperatur 9,6 °C, wobei im Januar mit 0,7 °C die kältesten und im Juli mit 19,0 °C die wärmsten Monatsmitteltemperaturen gemessen wurden. Im Mittel sind hier rund 92 Frosttage und 16 Eistage zu erwarten. Sommertage gibt es im Jahresmittel rund 53, während im Schnitt 12 Hitzetage zu verzeichnen sind. Die Messstation von MeteoSchweiz befindet sich in der Gemeinde Wynau, auf 422 m ü. M., ca. 5 km nördlich des Stadtzentrums (Luftlinie).
|                        | Jan  | Feb  | Mär  | Apr  | Mai  | Jun  | Jul  | Aug  | Sep  | Okt  | Nov  | Dez  |   |       |
| Mittl. Temperatur (°C) | 0,7  | 1,3  | 5,2  | 9,2  | 13,5 | 17,3 | 19,0 | 18,4 | 14,2 | 9,7  | 4,6  | 1,5  | ⌀ | 9,6   |
| Mittl. Tagesmax. (°C)  | 3,4  | 5,5  | 10,8 | 15,3 | 19,5 | 23,3 | 25,2 | 24,8 | 20,0 | 14,2 | 7,7  | 3,8  | ⌀ | 14,5  |
| Mittl. Tagesmin. (°C)  | −2,2 | −2,5 | 0,2  | 3,3  | 7,8  | 11,6 | 13,3 | 13,1 | 9,5  | 6,1  | 1,7  | −1,1 | ⌀ | 5,1   |
|                        |      |      |      |      |      |      |      |      |      |      |      |      |   |       |
| Niederschlag (mm)      | 83   | 67   | 74   | 76   | 110  | 103  | 117  | 115  | 90   | 90   | 82   | 101  | Σ | 1108  |
|                        |      |      |      |      |      |      |      |      |      |      |      |      |   |       |
| Sonnenstunden (h/d)    | 1,3  | 2,7  | 4,3  | 5,7  | 6,2  | 7,3  | 7,7  | 6,9  | 5,1  | 2,9  | 1,4  | 0,9  | ⌀ | 4,4   |
|                        |      |      |      |      |      |      |      |      |      |      |      |      |   |       |
| Regentage (d)          | 10,2 | 9,3  | 9,8  | 9,8  | 12,2 | 10,9 | 11,1 | 11,3 | 9,2  | 10,5 | 10,5 | 11,6 | Σ | 126,4 |
|                        |      |      |      |      |      |      |      |      |      |      |      |      |   |       |
| Luftfeuchtigkeit (%)   | 86   | 82   | 77   | 73   | 75   | 74   | 74   | 78   | 82   | 87   | 88   | 88   | ⌀ | 80,3  |

| −2,2 |

| −2,5 |

| 0,2 |

| 3,3 |

| 7,8 |

| 11,6 |

| 13,3 |

| 13,1 |

| 9,5 |

| 6,1 |

| 1,7 |

| −1,1 |

| −2,2 |

| −2,5 |

| 0,2 |

| 3,3 |

| 7,8 |

| 11,6 |

| 13,3 |

| 13,1 |

| 9,5 |

| 6,1 |

| 1,7 |

| −1,1 |

## Geschichte

Luftbild von Walter Mittelholzer (1919)

### Vor- und Frühgeschichte
Aufgrund von archäologischen Funden kann gezeigt werden, dass das Gebiet bereits um 4000 v. Chr. besiedelt war. Die archäologischen Untersuchungen auf dem Trassee der Bahn 2000 in Langenthal-Unterhard legten einen Bestattungsplatz mit zwei Grabhügeln und 123 Erdgräbern frei, welcher von der Eisenzeit an bis ins Frühmittelalter, also während rund 1500 Jahren, immer wieder genutzt wurde. Aus der Römerzeit stammen Reste einer Therme und einer Villa. Das Zentrum des Gutshofes war die Villa im Bereich der heutigen Kirche. Aufgrund von Funden (Kirchenfeld, Waldhof und St. Urbanstrasse) ist anzunehmen, dass sich der Gutshof bis ins Hardgebiet ausdehnte.

### Mittelalter
Die erste urkundliche Erwähnung Langenthals (Langatun in superiori pago aragauginse) stammt aus dem Jahre 861. Mit der Gründung des Klosters St. Urban durch die Freiherren von Langenstein 1194 unterstanden weite Teile des Oberaargaus der Herrschaft des Klosters. Die Langensteiner besassen in Langenthal eine Eigenkirche, welche deren Erben, die Freiherren von Grünenberg, 1212 zusammen mit der Mühle dem Kloster vermachten. Die in Langenthal ebenfalls begüterten kyburgischen Dienstleute, die Herren von Luternau, bekämpften die wachsende Klosterherrschaft, konnten aber nicht verhindern, dass St. Urban am Ende des 14. Jahrhunderts die volle Ortsherrschaft ausübte (Urkunde von 1336). Kirchlich war der Ort getrennt. Um 1200 war in Thunstetten das Johanniterkloster gegründet worden, und die Langenthaler Bevölkerung rechts der Langete war bis zur Reformation (1528) nach Thunstetten kirchengenössig. Die Bewohner der Höfe rechts der Langete hatten die Messe und die Sakramente im Kirchlein auf dem Geissberg (ca. 1255 dem Kloster St. Urban einverleibt) zu besuchen. Im Laufe des 13. Jahrhunderts bauten die Zisterzienser auch die Wässermatten im Gebiet des Unteren Langetentales aus.
Bei ihren Plünderungen durch das Schweizer Mittelland fielen die Gugler 1375 auch in Langenthal ein. 1415 fiel Langenthal durch den Abschluss eines «ewigen Burgrechts» zwischen dem Kloster St. Urban und der Stadt Bern unter Berner Landeshoheit und wurde dem Amt Wangen zugewiesen. Die Hohe Gerichtsbarkeit und die Steuerhoheit lagen nun bei Bern, die Niedere Gerichtsbarkeit nach wie vor beim Kloster St. Urban. Über 400 Jahre lang waren die Langenthaler nun «Diener zweier Herren». Unter bernischer Landeshoheit wurden die Langenthaler zunehmend selbstbewusster und eigenständiger. Zudem hatten sie nun nach der Reformation die Kirche, den Kirchmeier, den Prädikanten und das Chorgericht im Dorf. Bereits 1480 wurde ein regelmässiger Markt bewilligt.

### Frühe Neuzeit bis 1800
1542 wurde bei einem Grossbrand etwa 1/3 des gesamten Dorfes zerstört. Kurz darauf, im Jahre 1571, erhielt Langenthal die Bewilligung, zwei Jahrmärkte durchzuführen, einen acht Tage vor Pfingsten, den zweiten zehn Tage nach Martini. 1613 erhielt Langenthal von Bern die Bewilligung zum Bau des Korn- und Kaufhauses sowie die Erlaubnis, jeden Dienstag einen Wochenmarkt abzuhalten. Das Kaufhaus über der Langete, mitten in der inneren Allmend, wurde zum Symbol des dörflichen Selbstgestaltungswillens. 1653 war Langenthal im Bauernkrieg wiederholt Versammlungsort der aufständischen Bauern, was ihm nach der Niederschlagung des Aufstandes eine Bestrafung von 2256 Kronen Kriegskosten einbrachte.
Im 18. Jahrhundert entwickelte sich Langenthal vom Bauerndorf zu einem Handelszentrum, in dem wichtige Handelsherren bereits Handelsbeziehungen in ganz Europa unterhielten. 1758 wurde die «Langenthaler Elle» eingeführt, welche 2 Zoll länger war als die «Berner Elle» und für den Leinwandhandel bis ins 19. Jahrhundert hinein in Gebrauch war. Ein wichtiger Schritt für den Langenthaler Handel war der Bau der Bern–Zürich-Strasse 1760. Nur zwei Jahre später wurde es Langenthal per Dekret der gnädigen Herren zu Bern erlaubt, gleich den Municipalstädten fremde Waren einzubringen und damit zu handeln, und 1785 wurde die Bewilligung zur Errichtung einer Bierbrauerei erteilt, da zwischen Burgdorf und Aarau noch keine solche existierte. 1793 wurde Langenthal schliesslich in Handelssachen den Städten gleichgestellt. Die burgerlichen Handelsleute hatten nun das Recht des vollständigen freien Einkaufs von Waren.
Mit dem Untergang des alten Bern im Jahre 1798 stand Langenthal sieben Wochen unter französischer Besatzung. Anschliessend wurde der Eid auf die neue, helvetische Verfassung unter dem Freiheitsbaum geleistet. Die Bürger (355 Stimmfähige) hatten sie angenommen. Langenthal zählte 1581 Seelen.

### Die Geschichte von Langenthal seit dem 19. Jahrhundert
Das erste eidgenössische Offiziersfest fand 1822 in Langenthal statt, es ist im sogenannten «Traffelet-Saal» (benannt nach dem Maler F. Traffelet) des Hotels Bären dargestellt.
1823 wurde die Ersparniskasse Langenthal gegründet (die ältesten bekannten Schweizer Bankaktien sind von der Ersparniskasse), 1867 die Leihkasse Langenthal (später Bank Langenthal).
Um 1826 befasste sich Johann Heinrich Pestalozzi in seiner berühmten Langenthaler Rede mit den Problemen der Volkserziehung im kommenden Fabrikzeitalter und setzte so den Startschuss zu einer schweizweiten Bildungsreform. Kurze Zeit später (1833) wurde die zweite Sekundarschule im Kanton Bern (nach Kleindietwil) gegründet. Im Zehntenspeicher der Stadt wurde 1835 das erste Spital (Notfallstube) eingerichtet.
1857 erhielt Langenthal den Bahnanschluss an die SCB-Linie Olten–Herzogenbuchsee, welche in dieser Zeit noch weit im Norden des Dorfes verlief. Damit setzte eine dynamische industrielle Entwicklung ein: 1862 wurde die Textilfirma Gugelmann gegründet, 1869 die Maschinenfabrik Ammann, 1881 die Firma Ruckstuhl, 1889 die Leinenweberei Langenthal und 1906 die Porzellanfabrik Langenthal; letztere erhielt 1937 den ersten Elektrotunnelofen der Welt.
Mit dem «Oberaargauer Tagblatt» erhielt Langenthal 1865 eine eigene Zeitung (von 1920 bis Juni 2012 «Langenthaler Tagblatt»). Die erste Ausgabe der BZ Langenthaler Tagblatt, einer Zusammenführung der Ausgabe Oberaargau der Berner Zeitung und des Langenthaler Tagblatts durch deren Eigentümer Espace Media Groupe, wurde am 2. Juli 2012 veröffentlicht. Seit 17. März 2025 erscheint die Zeitung unter dem Titel BZ Berner Zeitung als Regionalausgabe Emmental/Oberaargau.
Seit 1894 besteht in Langenthal eine kommunale Wasserversorgung; seit 1896 wird die Gemeinde mit Elektrizität aus dem Kraftwerk Wynau versorgt. 1903 erwarb Langenthal zusammen mit weiteren oberaargauischen Gemeinden die Aktiengesellschaft Elektrizitätswerke Wynau (sie wurde 2006 an die Bernischen Kraftwerke BKW verkauft).
1916 wurde das Stadttheater eingeweiht und 1922 die kantonale Landwirtschaftsschule Waldhof. 1930 erhielt Langenthal ein modernes Schwimmbad, 1951 die erste grössere Kläranlage des Kantons Bern. Schon 1957 erreichte die Einwohnerzahl die statistische Stadt-Grenze von 10'000 Einwohnern (Langenthal bezeichnet sich aber erst seit 1997 offiziell als Stadt). 1969 wurde die Oberaargauische Musikschule eröffnet und 1974 im selben Gebäude die Regionalbibliothek Langenthal.
Das Jahrhunderthochwasser im Jahre 1975 führte nach Druck der verschiedenen Versicherungen zum Bau des 1991 eröffneten Entlastungsstollens der Langete bei Madiswil.
2011 feierte die Stadt das 1150-jährige Jubiläum. Die Festaktivitäten standen unter dem Motto begeistern, bewegen, beleben, begegnen und bilden.
Im Jahr 2019 erhielt die Stadt Langenthal den Wakkerpreis.

## Galerie

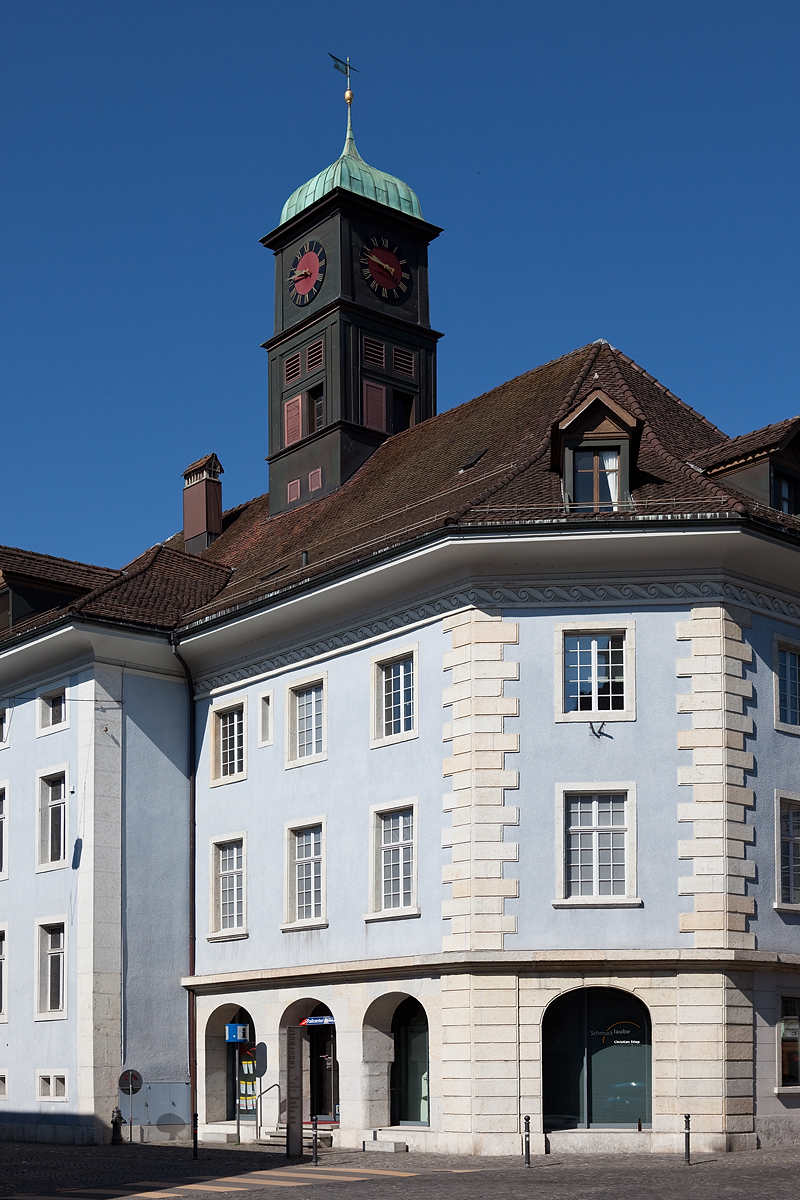
Kaufhaus («Choufhüsi»)
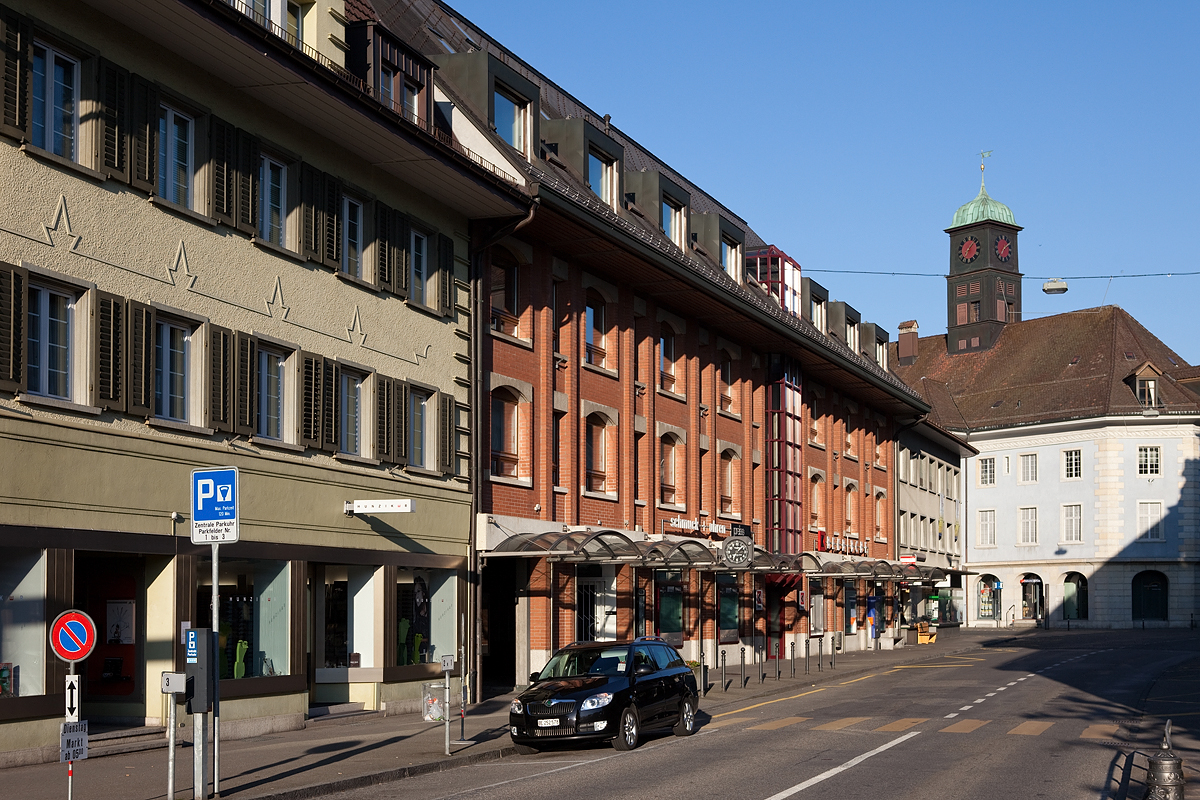
St. Urbanstrasse
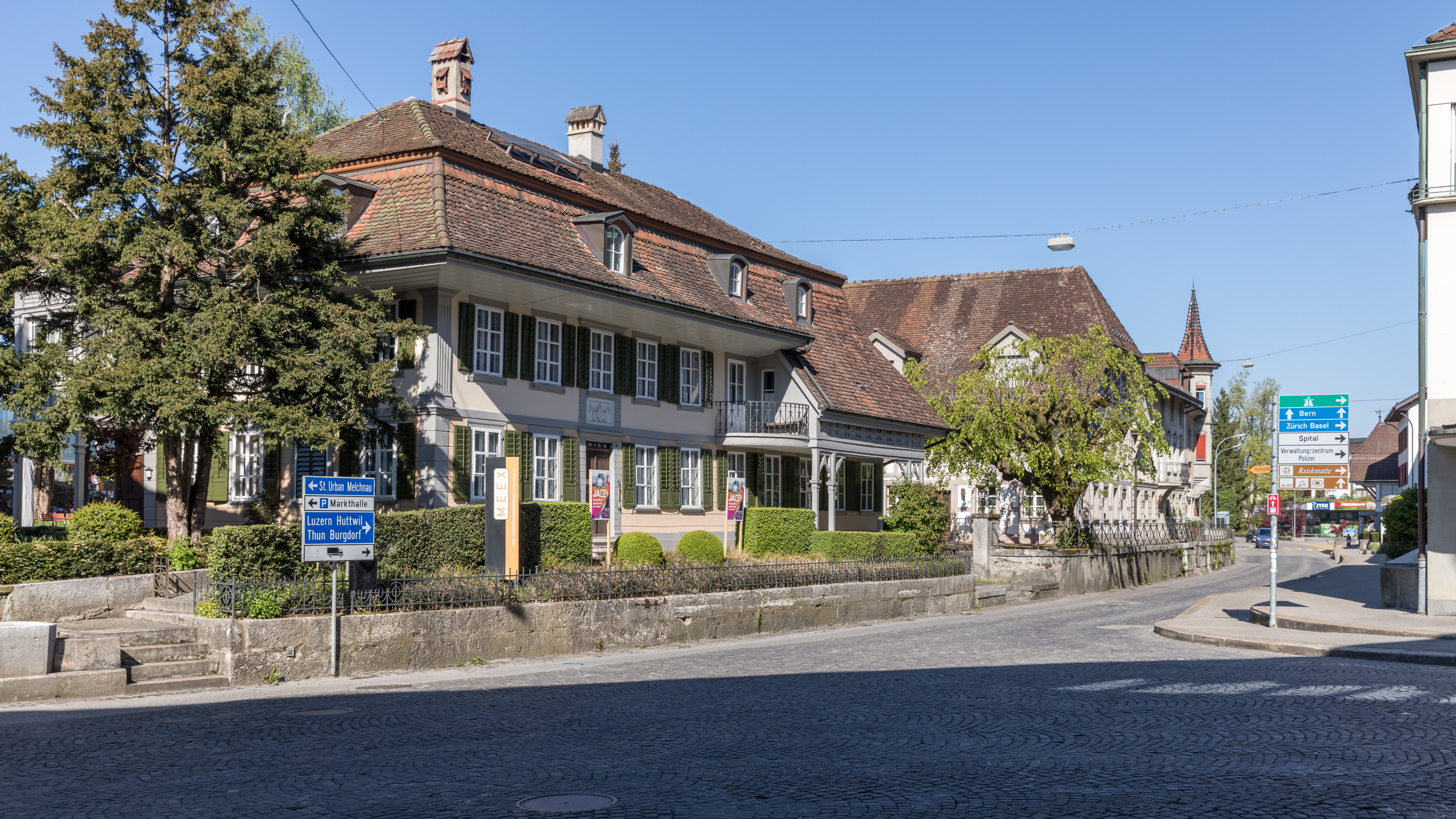
Bahnhofstrasse/Aarwangerstrasse
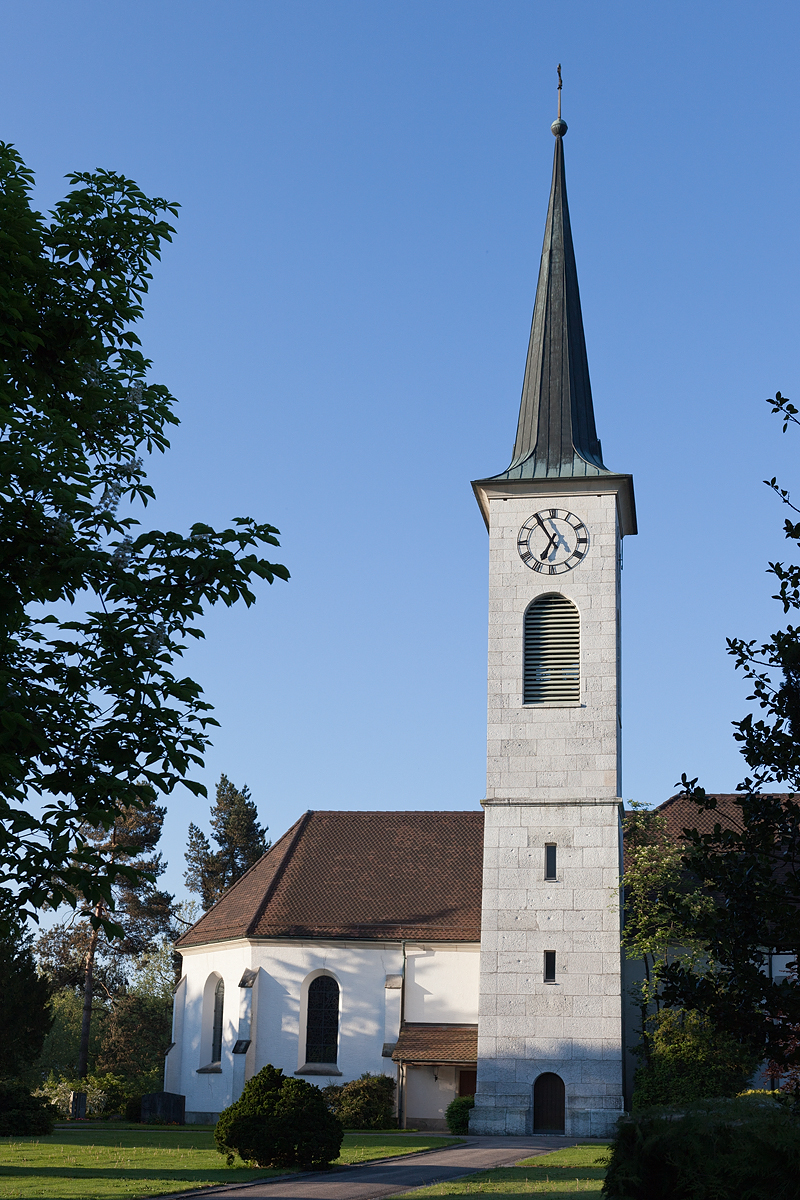
Reformierte Kirche
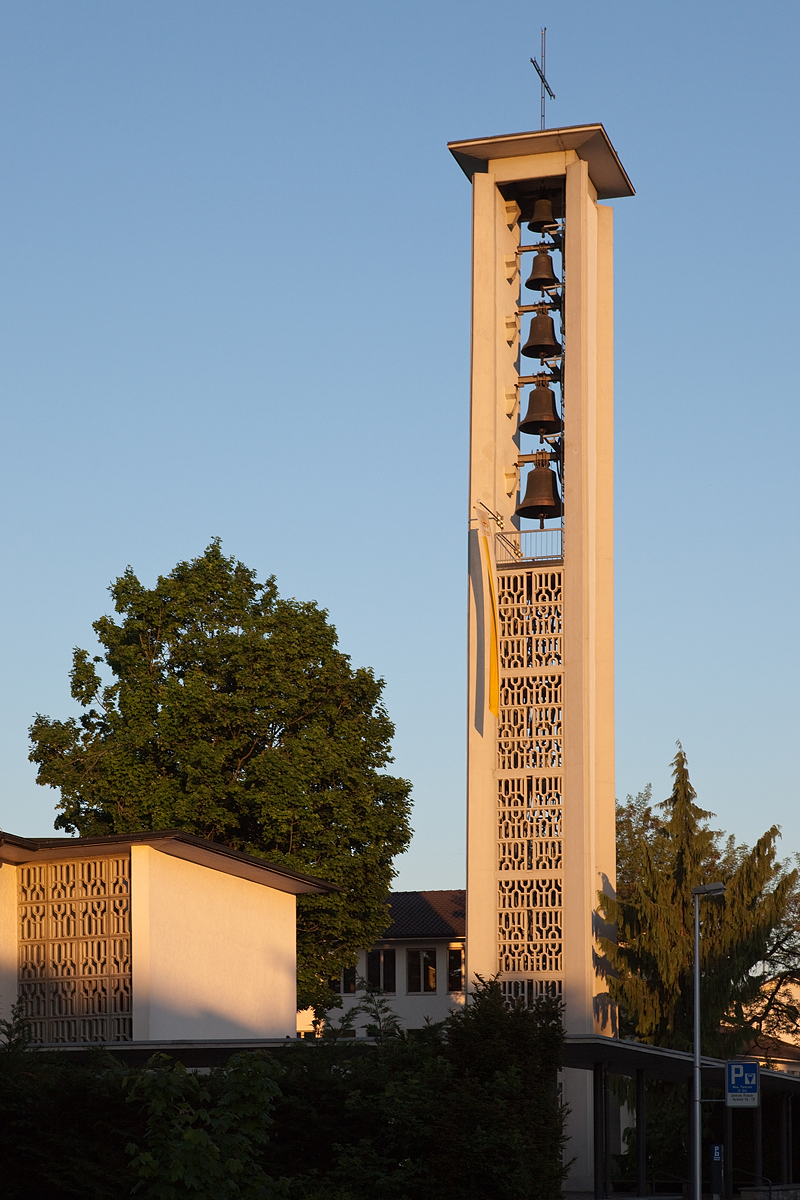
Katholische Kirche
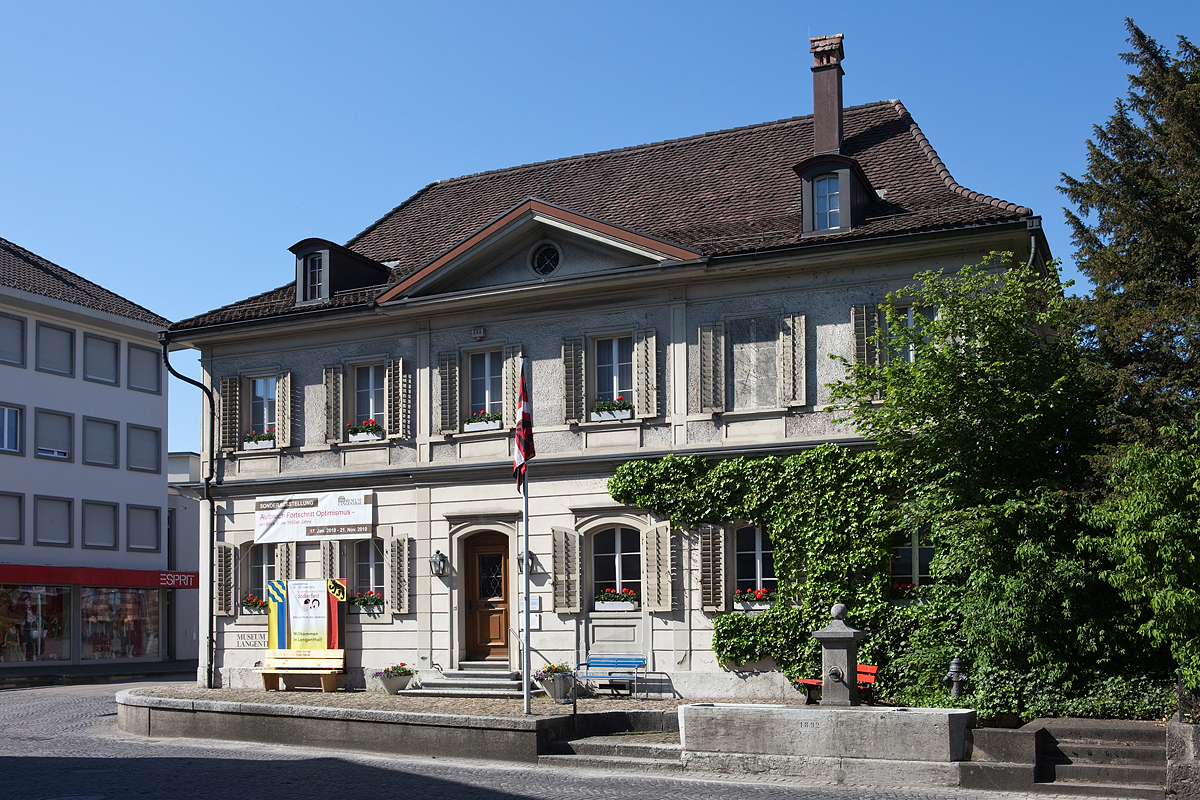
Museum Langenthal
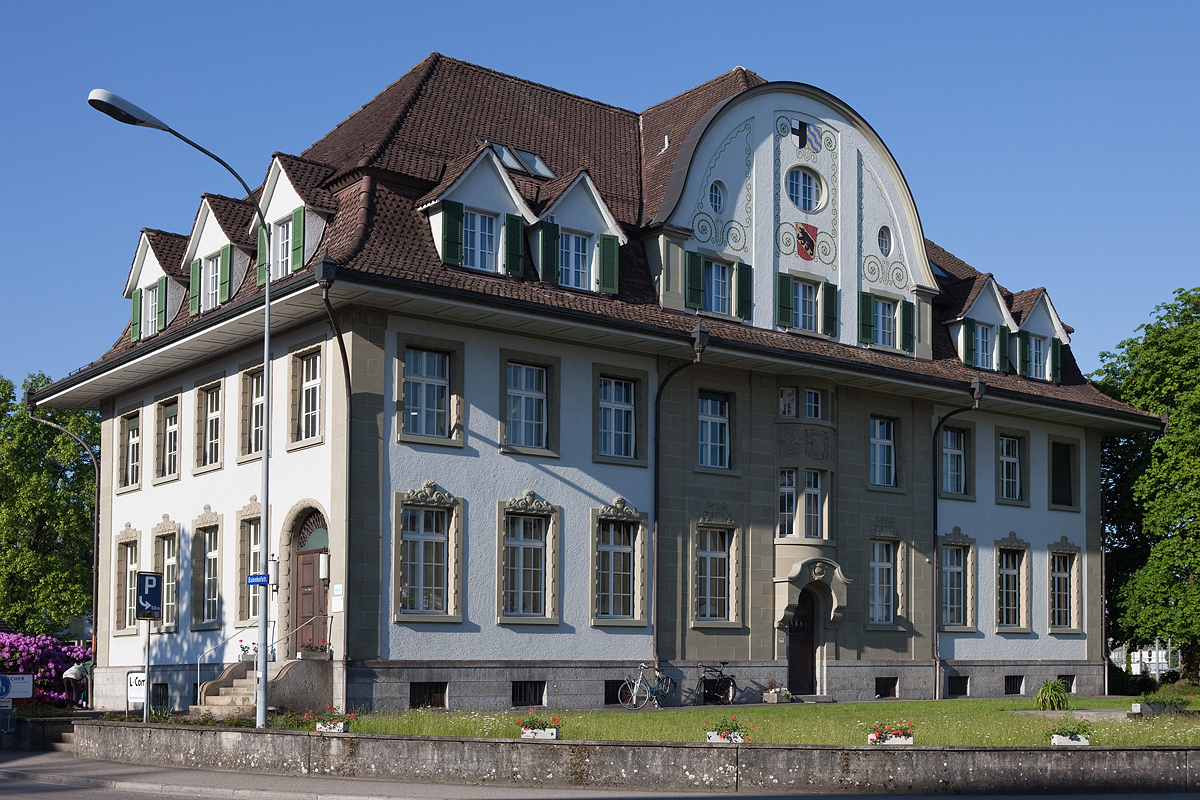
Amtshaus
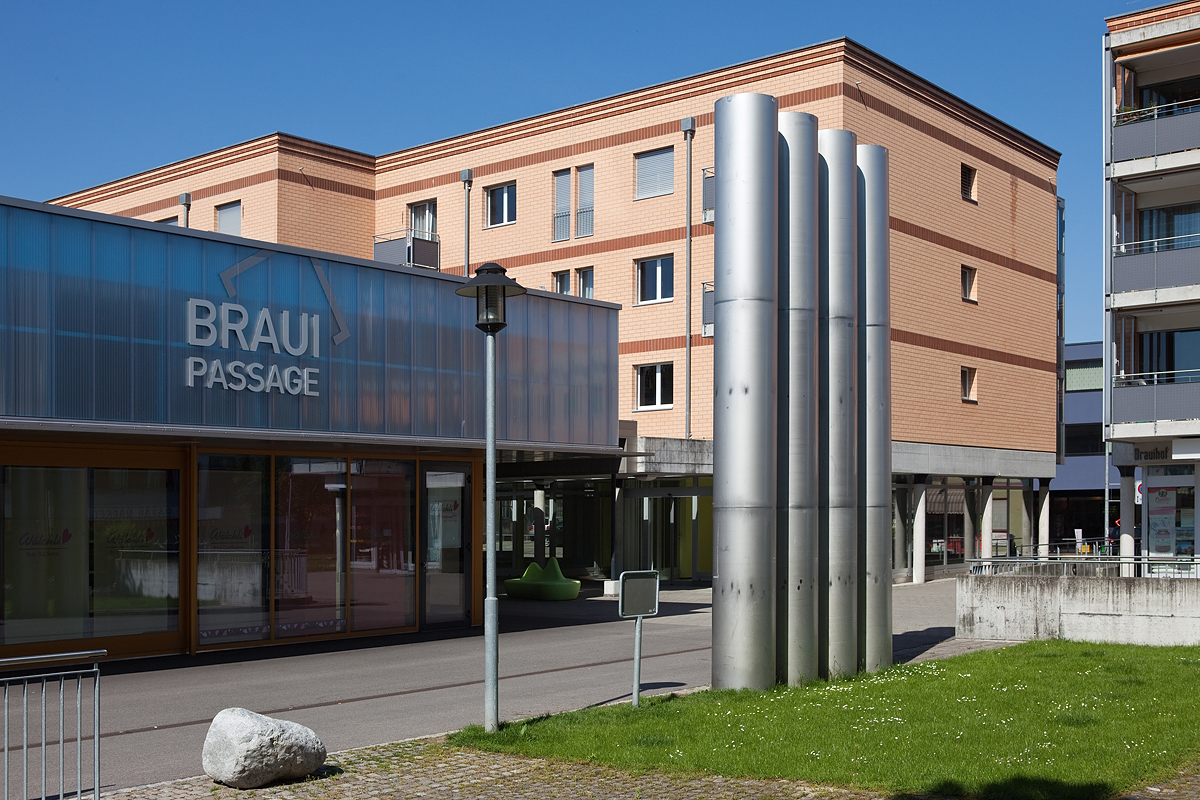
Ehemalige Brauerei («Braui»)
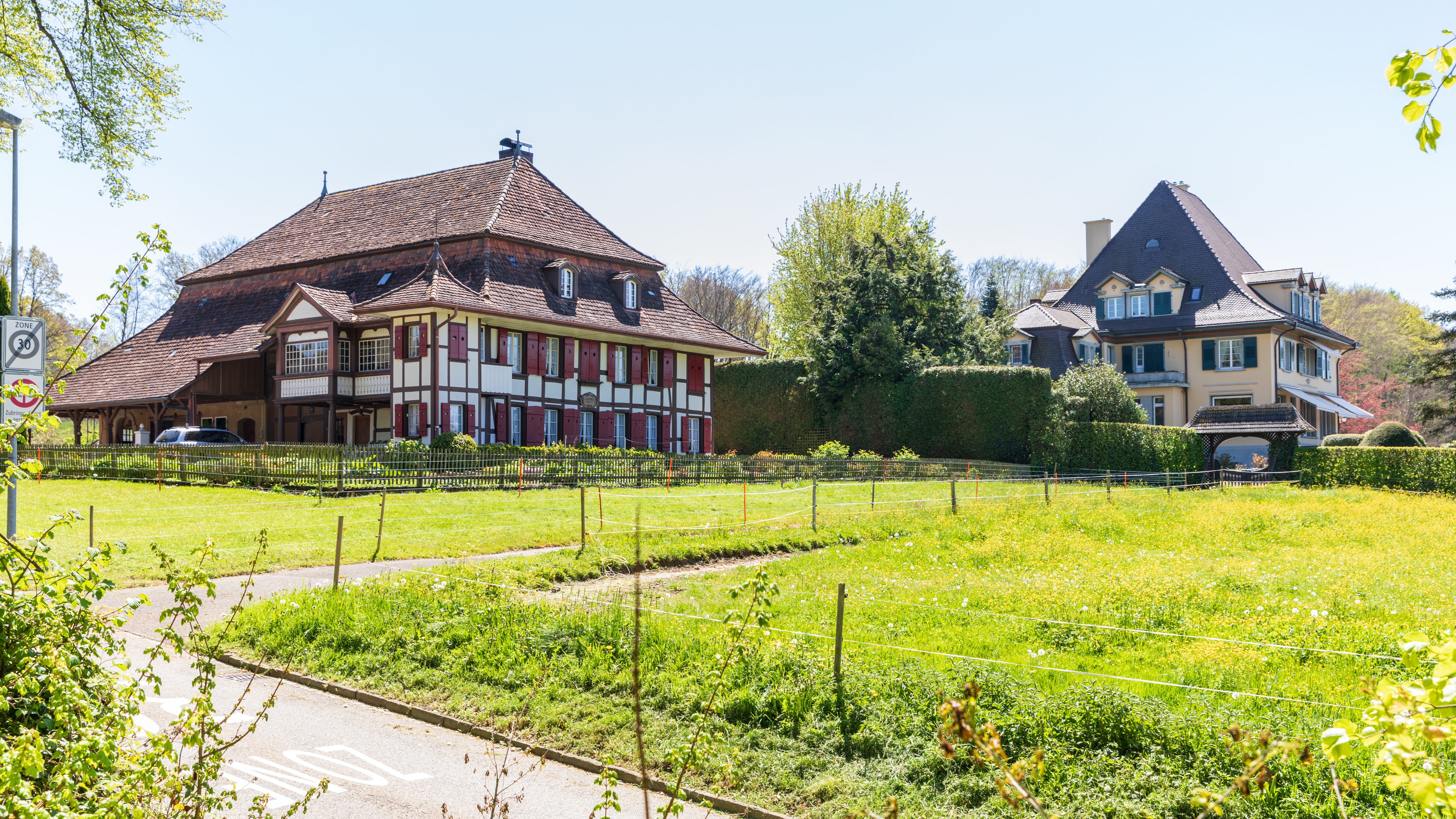
Bauernhaus und Villa am Hinterbergweg
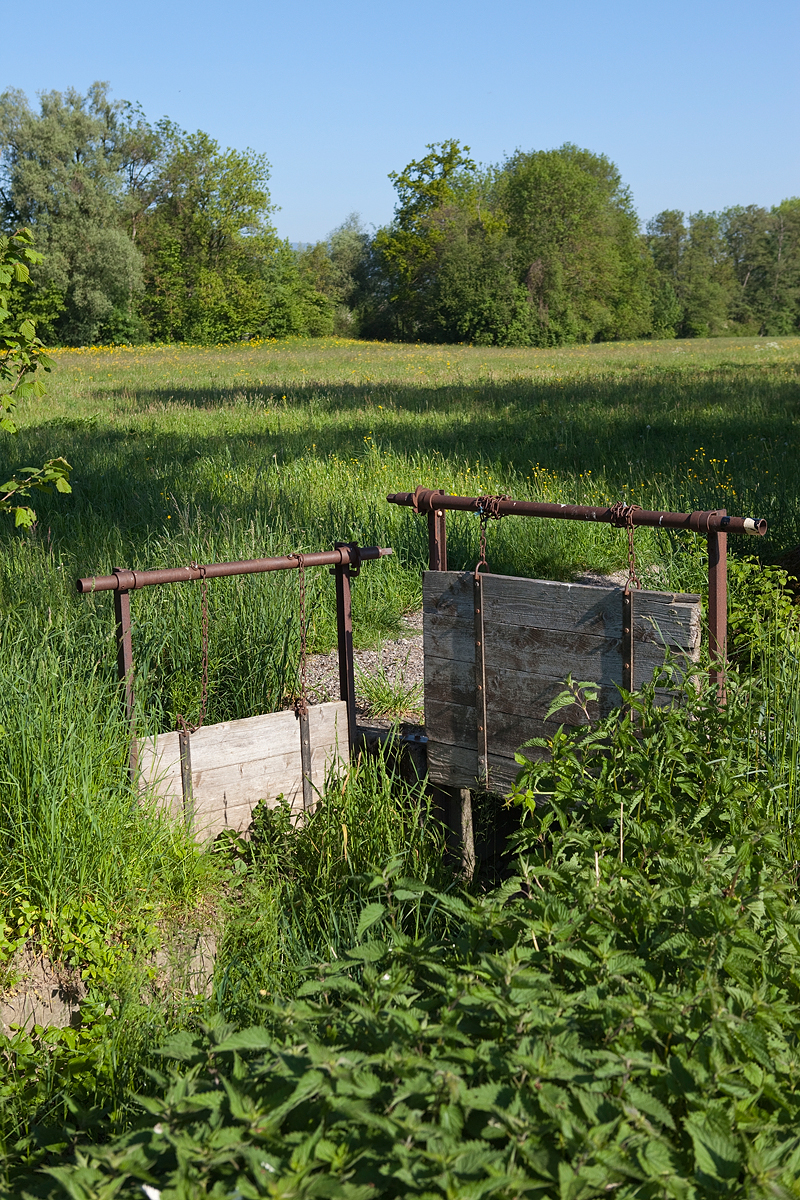
Wasserverteiler («Brütsche») in den «Wässermatten»
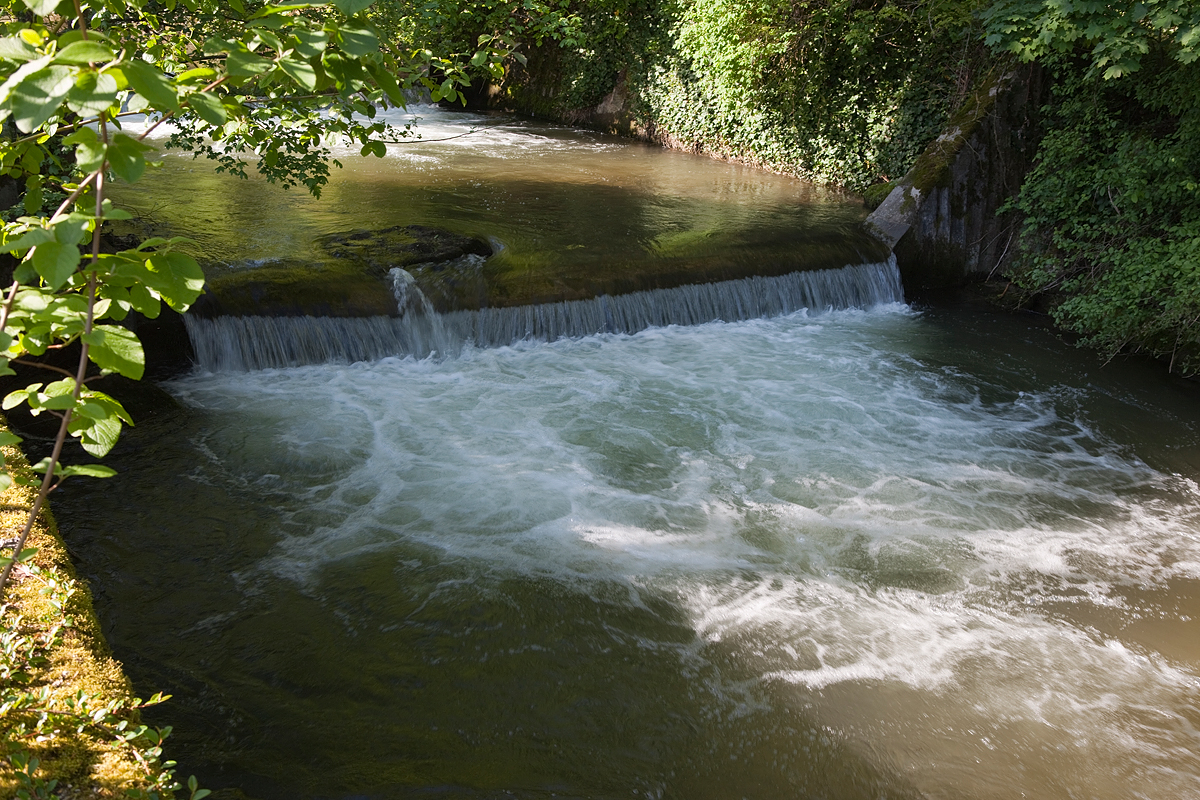
Fluss Langete

## Politik

### Legislative
- Grüne: 4
- SP: 10
- EVP: 2
- GLP: 4
- jf: 1
- FDP: 9
- SVP: 10

Die Legislative besteht aus dem vierzigköpfigen Stadtrat. Die rechts stehende Grafik zeigt die Sitzverteilung im Stadtrat nach der Wahl vom 29. November 2020.

### Exekutive
Die Exekutive besteht aus einem siebenköpfigen Gemeinderat. Stadtpräsident ist Reto Müller (SP). Weitere Mitglieder sind: Roberto Di Nino (SVP), Markus Gfeller (FDP), Helena Morgenthaler (SVP), Martina Moser (SP), Michael Schär (FDP) und Matthias Wüthrich (Grüne).

### Nationale Wahlen
Die Resultate anlässlich der Nationalratswahlen 2023 betrugen: SVP 27,3 % (+3,0 %), SP 23,3 % (+2,7 %), FDP 13,4 % (−1,4 %), Grüne 8,8 % (−3,2 %), glp 10,8 % (+0,4 %), Mitte 6,4 % (−1,6 %), EVP 4,1 % (−0,3 %), EDU 2,9 % (+1,4 %).

## Wirtschaft

Luftbild der Ziegelei von Walter Mittelholzer (1924)

Langenthal ist ein regionaler Wirtschafts- und Industriestandort. Betriebe wie Ammann, Motorex Bucher (Schmieröltechnik), KADI AG (Pommes frites), die Porzellanfabrik Langenthal, Ruckstuhl (textile Bodenbeläge), Lantal Textiles, Création Baumann (Inneneinrichtungstextilien), Calag Carrosserie Langenthal, Güdel AG und die Hector Egger Holzbau AG haben hier ihren Sitz. Das Wirtschaftspotential von Langenthal als Zentrum des Oberaargaus ist dank der Lage an der Bahnlinie von Olten nach Bern beträchtlich.

### Testmarkt
Von 1986 bis 2005 betrieb die GfK Schweiz in Langenthal einen Testmarkt. Er bot die Möglichkeit, Produkteeinführungen in einem für die Deutschschweiz repräsentativen realen Markt zu testen.

## Gesundheitswesen

### Öffentliches Spital
Langenthal verfügt über ein öffentliches Spital mit 24-Stunden-Notfallversorgung. Es gehört zum Klinikverbund der Spital Region Oberaargau (SRO AG).

### Privatspital Klinik SGM
Auf Initiative des Arztes Kurt Blatter wurde 1980 die Stiftung Ganzheitliche Medizin SGM gegründet mit dem Ziel, Menschen in einer Klinik auf christlicher Basis zu helfen. 1986 konnte die Klinik erbaut und 1987 eröffnet werden. Im Jahr 2000 wurde die chirurgische Tätigkeit aufgegeben, und es erfolgte die Konzentration auf die Bereiche Psychiatrie, Psychotherapie und Psychosomatik. 2007 wurde eine Tagesklinik eröffnet. 2008 erhielt die Klinik SGM die Auszeichnung «HOPE Award» für das unermüdliche, ganzheitliche Engagement für psychisch kranke Menschen. 2013 bis 2015 wurde die Klinik saniert und ausgebaut. 2014 konnte eine Hausarztpraxis integriert und das Restaurant «Im Hard» eröffnet werden. 2016 wurde in Bern ein Ambulatorium eröffnet.

## Verkehr
Langenthal liegt an der SBB-Bahnstrecke Olten–Bern und hat halbstündliche Verbindungen nach Bern und Olten, stündliche nach Zürich. Auf der SBB-Bahnstrecke verkehrt die S23 nach Baden. Zudem ist der Bahnhof Langenthal der Endpunkt der Linien S6 und S7 der S-Bahn Luzern. Die Strecke Langenthal–Huttwil–Wolhusen gehört zum Streckennetz der BLS AG, ehemals VHB. In den SBB-Bahnhof eingebunden ist auch der Kopfbahnhof zweier meterspuriger Bahnstrecken der Aare Seeland mobil (ASm), ehemals Langenthal-Jura-Bahn und Langenthal-Melchnau-Bahn. Die ASm bietet Bahnverbindungen nach St. Urban und Solothurn via Niederbipp, Oensingen an. Langenthal besitzt neben dem Bahnhof der SBB drei weitere Bahnstationen, Langenthal Süd (betrieben durch die BLS AG), Langenthal Gaswerk und Industrie Nord (ASm).
Im Grossraum Langenthal betreibt die ASm zwei Stadtbuslinien und zwei Überlandlinien:
| 51 | Melchnau – Obersteckholz – Langenthal – Bützberg – Herzogenbuchsee – Wangen a. d. Aare                                                           |
| 52 | Thunstetten – Langenthal – Bleienbach – Thörigen – Bettenhausen – Bollodingen – Herzogenbuchsee                                                  |
| 63 | Langenthal, Bahnhof – Industrie Nord – Langenthal, Bahnhof – Tell/Kantonalbank – Spital – Tell/Kantonalbank – Langenthal, Bahnhof (Stadtbus)     |
| 64 | Lotzwil, Unterdorf – Tell/Kantonalbank – Langenthal, Bahnhof – Schoren – Langenthal, Bahnhof – Tell/Kantonalbank – Lotzwil, Unterdorf (Stadtbus) |

Der Flugplatz Langenthal in Bleienbach dient in erster Linie der Sportfliegerei.

## Kultur und Bildung
Neben dem Kunsthaus Langenthal gehört auch das Design Center Langenthal zu den national beachteten Kulturinstituten.

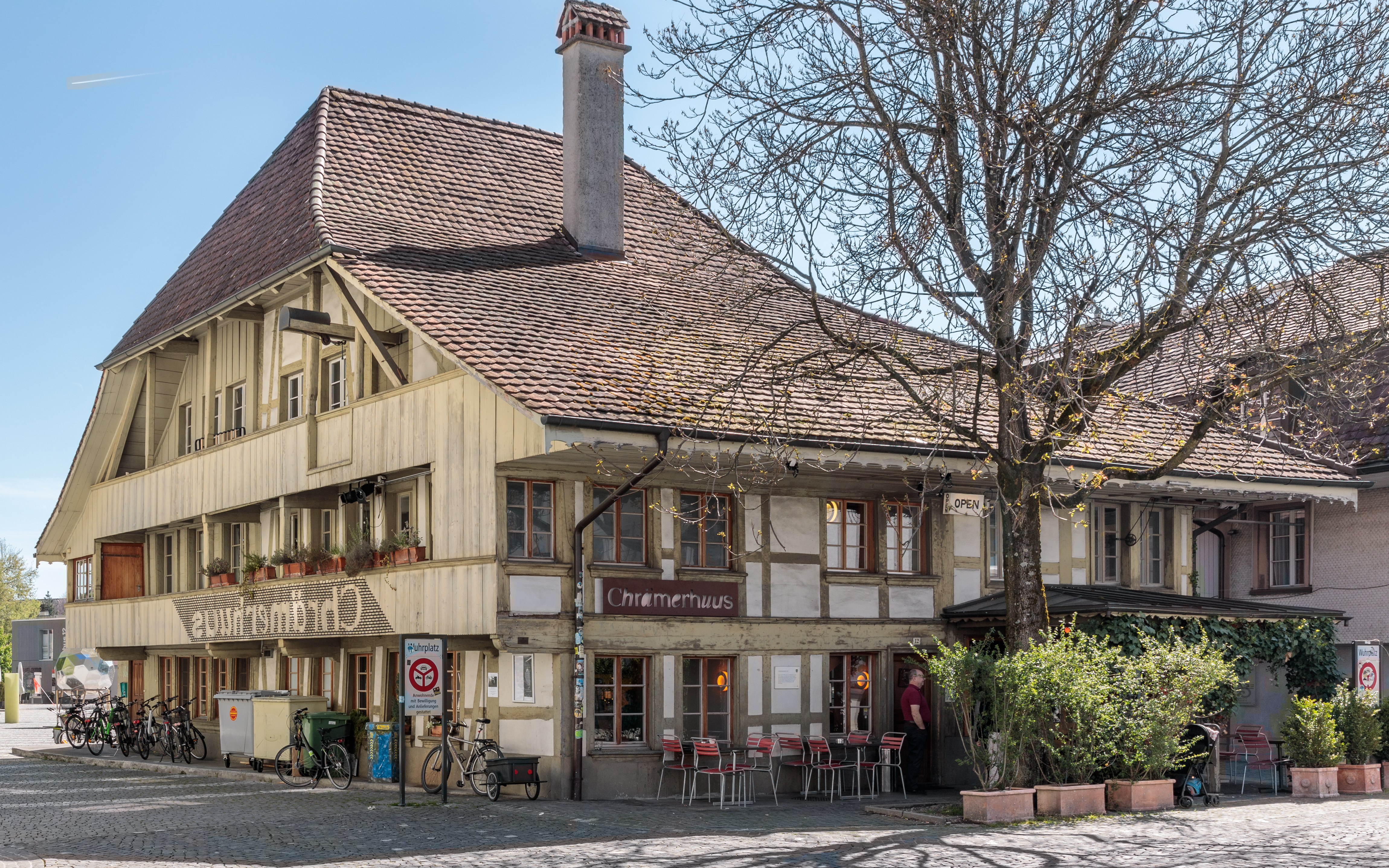
Kulturzentrum und Restaurant «Chrämerhuus» in Langenthal

Daneben sind folgende Kulturinstitutionen zu erwähnen:
- Museum Langenthal
- Stadttheater
- Tierpark
- Schwimmbad
- Chrämerhuus

Volksschulzentren (Primarstufe und Sekundarstufe I):
- Kreuzfeld I-III
- Hard
- Elzmatte
- Kreuzfeld 4

Sekundarstufe II:
- Bildungszentrum Langenthal (bzl)
  - Gewerblich-Industrielle Berufsschule Langenthal (gibla)
  - Berufsfachschule Langenthal (bfsl)
  - Gymnasium Oberaargau (gymo)
  - Kaufmännische Berufsschule Langenthal (kbsl)

### Veranstaltungen
- Kammermusik-Konzerte Langenthal, seit 1946 durchgeführte Konzertreihe der Kammermusik
- Langenthaler Fasnacht
- Der Designers’ Saturday, ein Anlass der 1987 initiiert wurde, öffnete alle zwei Jahre sowohl für gewerblich, wie auch privat Interessierte. Die Präsentation der Kollektionen fand in den Lokalitäten der ortsansässigen Unternehmen statt. Der 13. Designers’ Saturday im Jahre 2010 zog fast 18'000 Besucher nach Langenthal.[25] Im Jahr 2020 konnte aufgrund der Einschränkungen der Corona-Pandemie die 18. Ausgabe nicht stattfinden. Die Absage führt auch zum Entscheid, dass der Anlass nicht mehr durchgeführt wird.[26]

### Sport
- Der SC Langenthal (Eishockey) spielte in der Saison 2002/03 bis 2022/23 in der Swiss League (zweithöchste Spielklasse). Die Heimspiele werden in der Eishalle Schoren ausgetragen.[27]
- Der FC Langenthal (Fussball) spielt in der 1. Liga und erreichte in der Saison 2024/25 das Achtelfinale im Schweizer Cup.
- Der Unihockey Langenthal Aarwangen (ULA), einer der grössten Unihockeyclubs der Schweiz, spielt in der NLB.
- Der VBC Langenthal (Volleyballclub) spielte in der Saison 2006/07 und 2007/2008 mit seinem Damenteam in der NLB.
- Der SHC Langenthal Devils (Streethockey) wurde 1995 gegründet. Die erste Mannschaft der Herren spielt in der 1. Liga (NLB: Saison 1999/2000 bis 2000/2001 und 2005/2006 bis 2010/2011). Das Damenteam gewann in der Saison 2010/2011 die Schweizer Meisterschaft.[28]
- 2006 fand in Langenthal die 13. Einrad-Weltmeisterschaft statt.
- 2021 wurden die Schweizer Leichtathletik-Meisterschaften der Aktiven im Stadion «Hard» ausgetragen.
- Am 19. August 2022 fand die Sprintstaffel der WUC (FISU World University Championship Orienteering[29]) statt.

## Städtepartnerschaften
Langenthal unterhält zwei Städtepartnerschaften: mit der Walliser Gemeinde Brig-Glis und mit der italienischen Stadt Neviano. Die Städtepartnerschaft mit Neviano entwickelte sich aus dem hohen Anteil der italienischen Gastarbeiter, die in Langenthal eine Arbeit fanden, unter anderem bei der Porzellanfabrik Langenthal, Creation Baumann, Ammann Maschinenbau, Leinenweberei Langenthal. Früher fand jedes Jahr ein Schüleraustausch statt, bei welchem die Langenthaler Schüler im Herbst nach Italien fuhren und die Nevianesi im Winter in die Schweiz kamen.

## Persönlichkeiten
- Adrian Aeschbacher (1912–2002), Pianist
- Ulrich Amman (1921–2006), Unternehmer, Politiker
- Stephan Anliker (* 1957), Architekt und ehemaliger Leichtathlet
- Brigitte Bachmann-Geiser (* 1941), Musikethnologin
- Adrian Bajrami (* 2002), Fussballspieler
- Brigitte Beyeler (* 1967), Schauspielerin, Hörspielsprecherin
- Sven Bärtschi (* 1992), Eishockeyspieler
- Joel Blunier (* 1974), amtierender Generalsekretär der EVP
- Friedrich Born (1903–1963), Diplomat
- Johann Rudolf Fischer (1772–1800), evangelischer Geistlicher, legte die Grundlagen für das Erziehungsinstitut von Johann Heinrich Pestalozzi.
- Arnold Geiser (1844–1909), Architekt und Stifter des Stadttheater Langenthal.
- Barbara Geiser (* 1948), Politikerin (SP)
- Carl Friedrich Geiser (1843–1934), Mathematiker, Hochschullehrer
- Karl Geiser (1862–1930), Hochschullehrer, Behördenleiter und Heimatforscher
- Benjamin Giezendanner (* 1982), Unternehmer und Politiker (SVP)
- Stefan Giezendanner (* 1978), Unternehmer und Politiker (SVP)
- Emma Graf (1865–1926), Frauenrechtlerin
- Hansruedi Hasler (* 1947), Fussballspieler
- Erich Holliger (1936–2010), Theaterregisseur
- Heinz Holliger (* 1939), Oboist, Komponist und Dirigent
- Stefan Jordi (* 1971), Politiker (SP)
- Hans-Jürg Käser (* 1949), ehemaliger Berner Regierungsrat (FDP)
- Martin Keller (* 1970), Agronom
- Knackeboul (* 1982), Rapper
- Pedro Lenz (* 1965), Schriftsteller
- Fabienne Meyer (* 1981), Bobsportlerin, Europameisterin
- Rémo Meyer (* 1980), Fussballspieler
- Valerio Moser (* 1988), Slam-Poet, Kabarettist
- Reto Müller (* 1978), Reallehrer und Politiker
- Stefan Müller-Altermatt (* 1976), Biologe und Politiker, Nationalrat
- Hans Jacob Mumenthaler (1729–1813), Chemiker, Mechaniker und Opticus
- Jacob Mumenthaler-Marti (1737–1787), Wundarzt und Chirurg
- Daniele Pantano (* 1976), Dichter
- August Plüss (1871–1910), Archivar und Historiker
- Yannick Rathgeb (* 1995), Eishockeyspieler
- Markus Ruf (* 1959), Jurist und ehemaliger Politiker (SD)
- Fritz Scheidegger (1941–1967), Weltmeister im Motorradgespann 1965 und 1966 mit Beifahrer John Robinson
- Friedrich Schneeberger (1843–1906), Gesangslehrer, Musikverleger, Komponist
- Noah Schneeberger (* 1988), Eishockeyspieler
- Johann Schneider-Ammann (* 1952), ehemaliger Bundesrat (FDP)
- Laura Schuler, (* 1987), Jazzmusikerin
- Luzius Schuler (* 1989), Jazzmusiker
- Arnold Spychiger (1869–1938), Unternehmer und Politiker
- Lirik Vishi (* 2001), schweizerisch-kosovarischer Fussballspieler
- Jakob Weder (1906–1990), Kunstmaler
- Samuel Wittwer (* 1967), Kunstwissenschaftler und Porzellanexperte, Direktor der Abteilung Schlösser und Sammlungen der Stiftung Preußische Schlösser und Gärten Berlin-Brandenburg
- Stefan Wolf (* 1971), Fussball-Nationalspieler